# 가미스나가와정
가미스나가와정(일본어: 上砂川町)은 일본 홋카이도 소라치 종합진흥국 관내에 있는 정이다. 가미스나가와 탄전이 있어 일찍이 탄광 도시로서 다른 소라치 탄전 주변 도시와 함께 일본 자본주의 경제를 지지했다. 면적은 39.91km2이고 인구는 2016년 9월 30일 기준으로 3,278명이다.
가미스나가와정은 스나가와시를 모태로 탄생했다. 그 때문에 스나가와시에서 이시카리강과 합류하는 판케우타시나이강 상류에 있다는 점에서 ‘가미스나가와’라고 명명되었다.

## 지리
홋카이도 소라치 종합진흥국 관내의 거의 중앙에 위치하고 동부는 유바리 산맥이 남북으로 걸쳐 있다. 서쪽으로 흘러 이시카리강과 합류하는 판케우타시나이강이 북부를 통과해 큰 늪을 만들고 있다. 시가지는 그 늪을 따라 펼쳐지고 그 외에는 산악·삼림 지대이다.

### 인접한 자치체
- 소라치 종합진흥국
  - 스나가와시
  - 우타시나이시
  - 아시베쓰시
  - 소라치군 나이에정

## 역사
- 1887년 - 판케우타시나이강(시모우타시나이강) 상류에 가미스나가와 탄전이 발견되었다.
- 1902년 - 2급 정촌제 시행으로 나에촌이 성립하였다.
- 1903년 - 나에촌을 스나가와촌(현재의 스나가와시와 가미스나가와정의 대부분)으로 개칭하였다.
- 1906년 - 2급 정촌제 시행으로 우타시나이촌이 성립하였다.
- 1907년 - 스나가와촌이 1급 정촌제를 시행했다.
- 1919년 - 우타시나이촌이 1급 정촌제를 시행했다.
- 1923년 - 스나가와촌이 정으로 승격해 스나가와정이 되었다.
- 1940년 - 우타시나이촌이 정으로 승격해 우타시나이정이 되었다.
- 1949년 - 스나가와정과 우타시나이정에서 가미스나가와정이 분리되었다.
- 1987년 - 미쓰이 스나가와 광업소가 폐광하였다.

## 경제
탄광 폐광 후 유치한 기업이 조업 중이다. 주요 산업은 제조업·서비스업·건설업이며 명산품은 표고버섯이다.